# Connaught Cemetery
Le  Connaught Cemetery ( Cimetière britannique de Connaught) est un cimetière militaire de la Première Guerre mondiale, situé sur le territoire de la commune de Thiepval, dans le département de la Somme, au nord-est d'Amiens.

## Localisation
Ce cimetière est situé au nord-ouest du village,  sur la D 73, à 300 m des dernières habitations. 

## Histoire

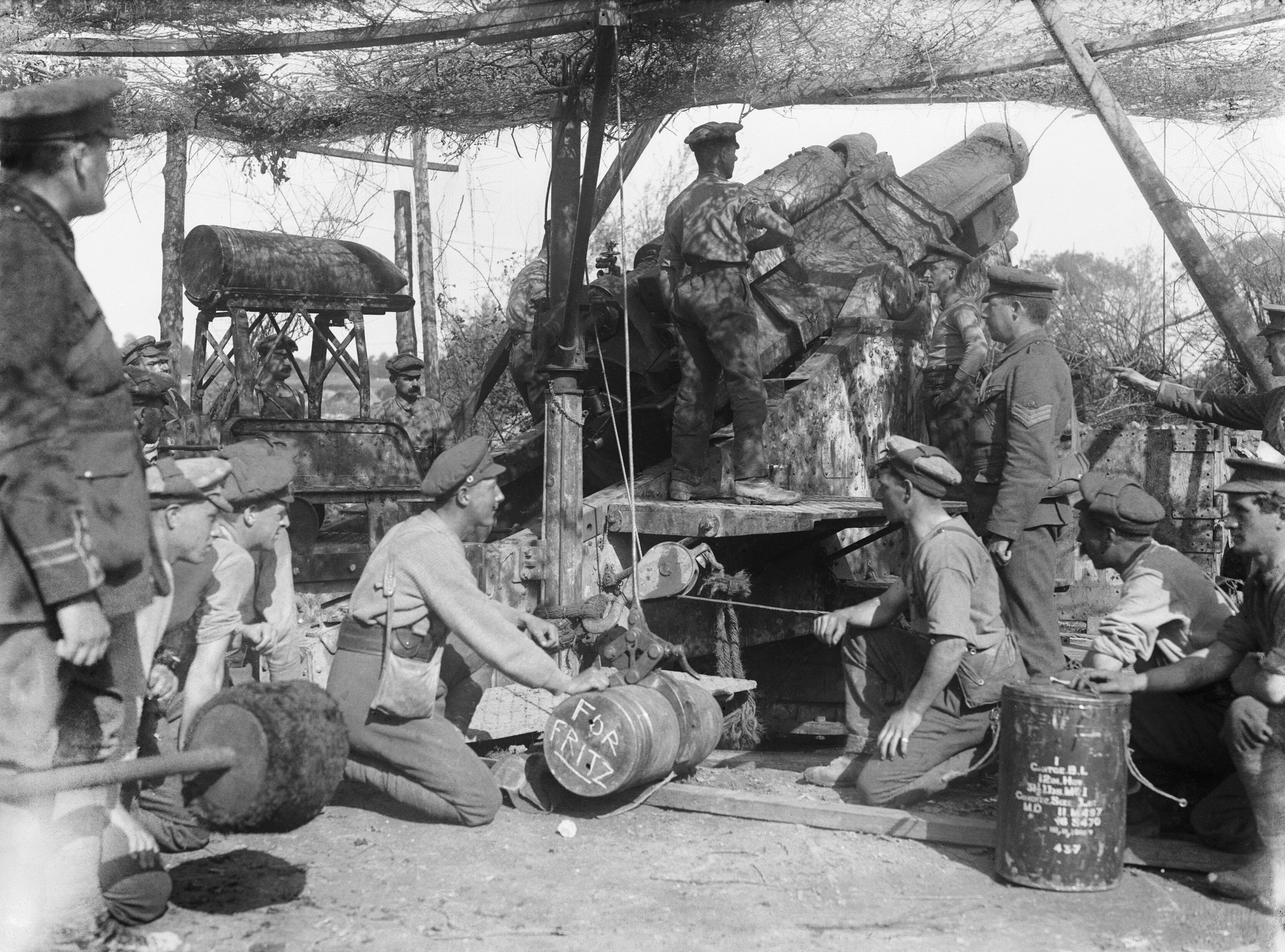
Préparation d'une action près du bois d'Aveluy, avec obusier de 12 pouces Mk II et des obus « pour les Fritz », septembre 1916.

L'armée allemande a occupé  Thiepval tout au début de la guerre, dès la  fin du mois de septembre 1914.  Le 1er juillet 1916, début de la bataille de la Somme, les troupes britanniques lancèrent leur assaut sur le village. Au cours de cette attaque, la 36e division (Ulster) fut chargée d'attaquer les positions allemandes au nord de Thiepval, connues sous le nom de ligne Hansa et la redoute de Schwaben. Lancés depuis Thiepval Wood, leur assaut fut initialement couronné de succès et certains éléments de tête atteignirent même la deuxième ligne de défense allemande (Stuff Redoute). Cependant, à la fin de la journée, du fait que les unités de chaque côté n'avaient pas atteint leurs objectifs (en particulier l'échec de la 32e division à prendre Thiepval), elle avait été forcée de retourner sur la ligne de front allemande d'origine. Il faudra attendre le 26 septembre 1916, avant que Thiepval ne tombe finalement aux mains de la 18è division. Thiepval reste ensuite sous occupation alliée jusqu'au 25 mars 1918, date à laquelle elle est perdue lors de la grande bataille du Kaier mais elle est reprise le 24 août suivant par les 17è et 38è divisions (galloises).

Le cimetière Connaught a été commencé au début de l'automne 1916 et à l'armistice, il contenait 228 sépultures. IL fut ensuite très fortement augmentée par l'apport de sépultures des champs de bataille des environs immédiats. La grande majorité des sépultures sont celles d'officiers et d'hommes décédés au cours de l'été et de l'automne 1916. Il y a maintenant 1 268 militaires du Commonwealth de la Première Guerre mondiale enterrés ou commémorés dans le cimetière. La moitié des sépultures ne sont pas identifiées, Le cimetière a été conçu par Sir Reginald Blomfield.

## Caractéristiques
Ce cimetière a un plan rectangulaire de 60m sur30.
Il est clos d'un muret de moellons sur trois côtés  et d'une haie d'arbustes le long de la route.
Le cimetière a été conçu par Sir Reginald Blomfield.

## Galerie

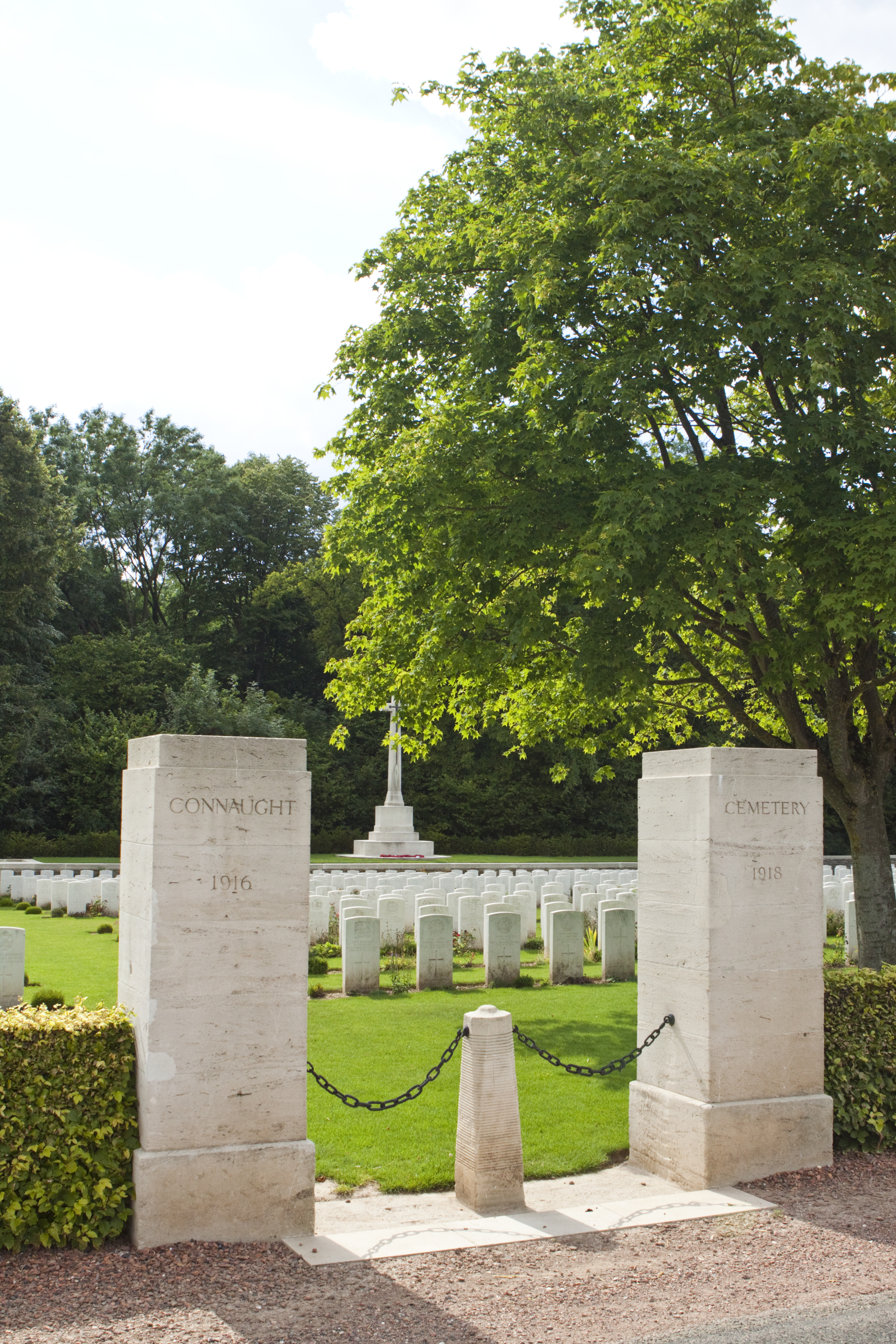
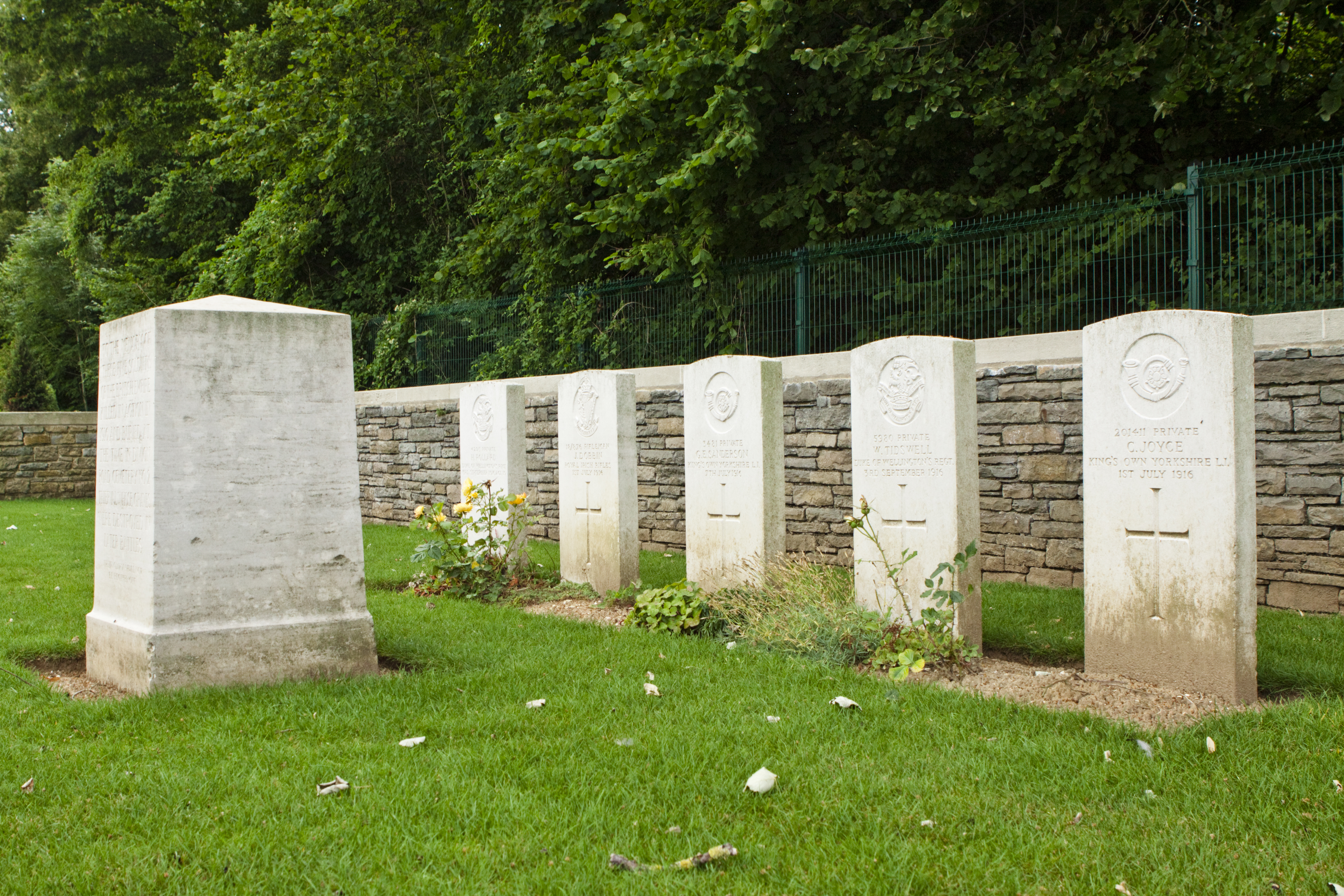
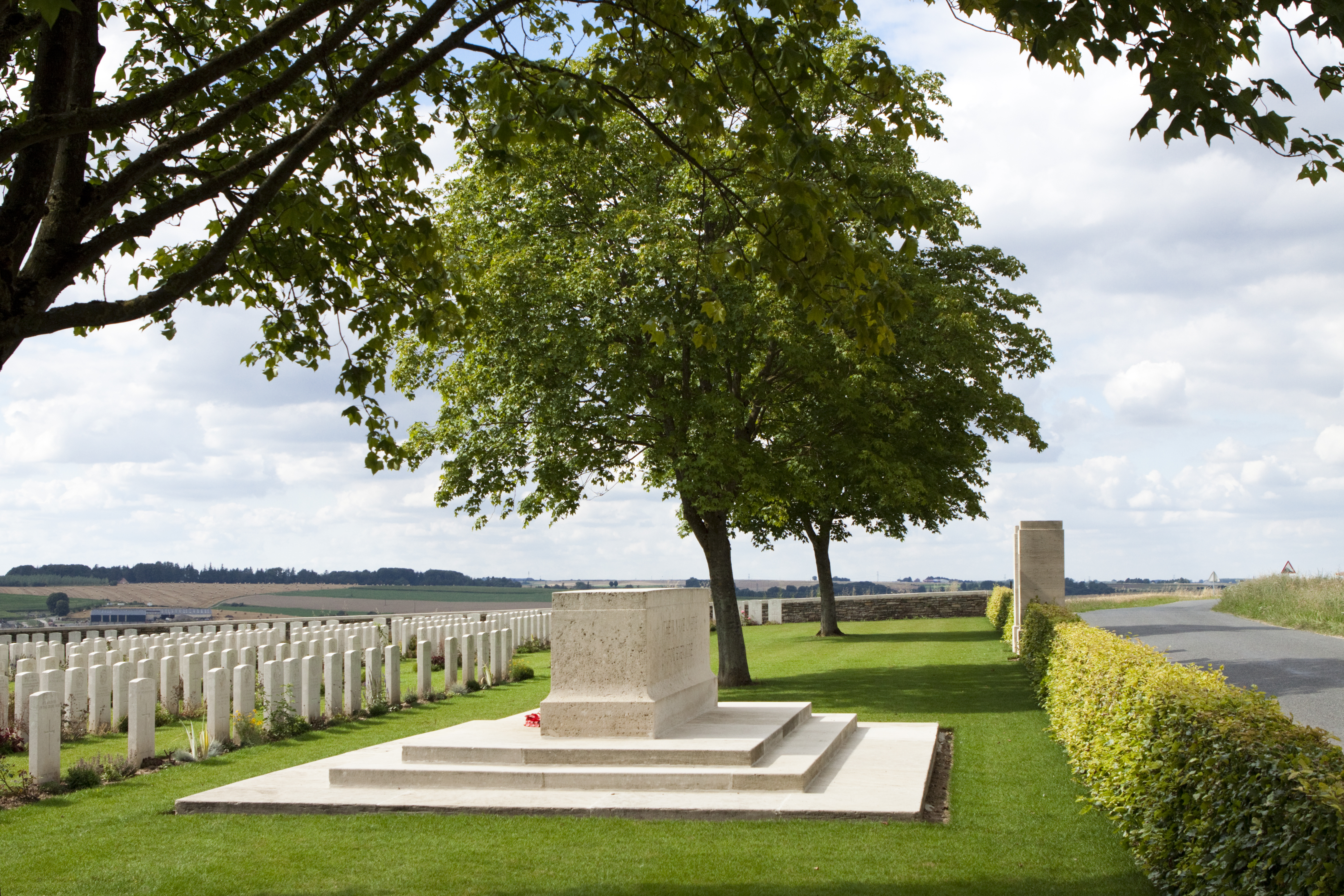
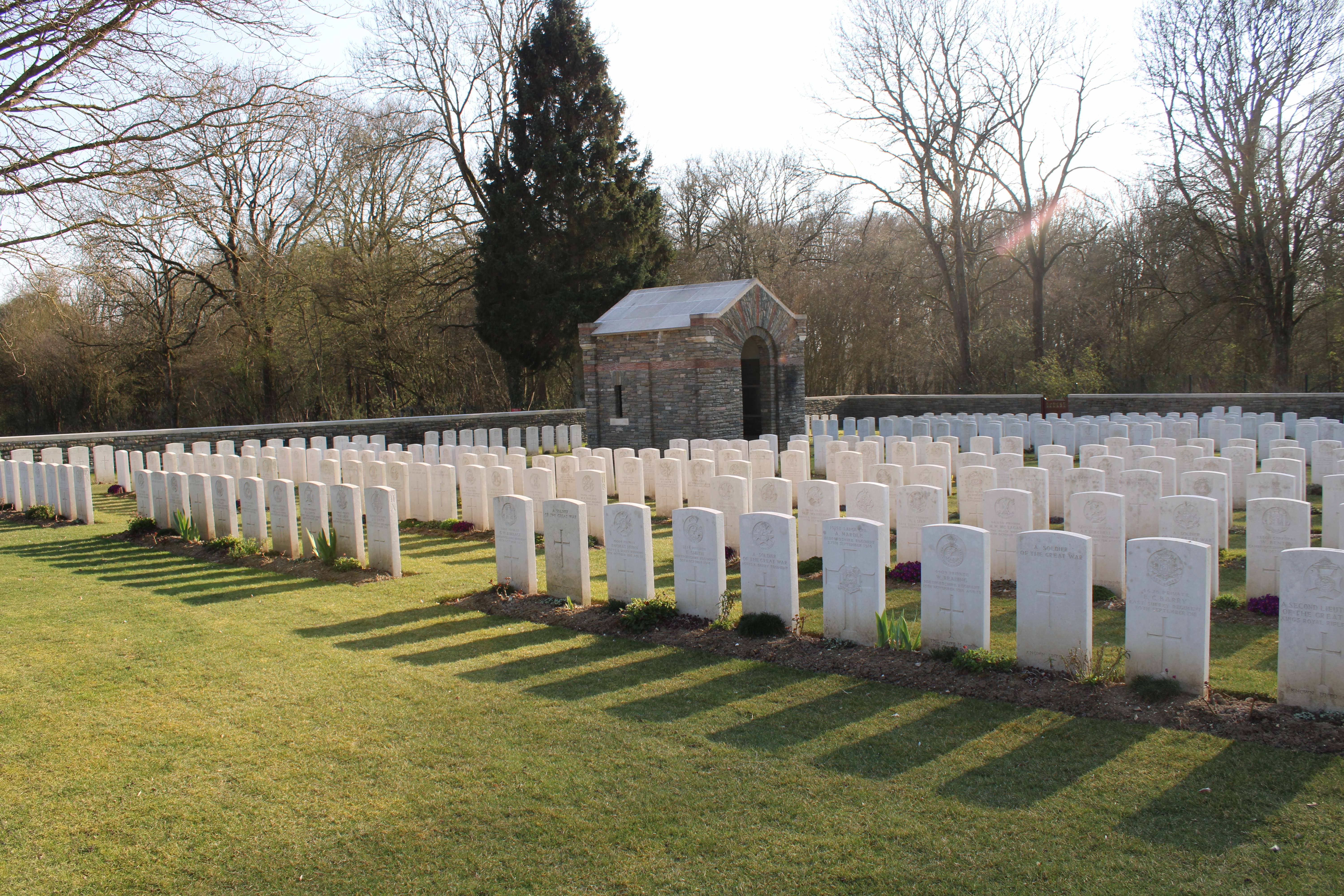
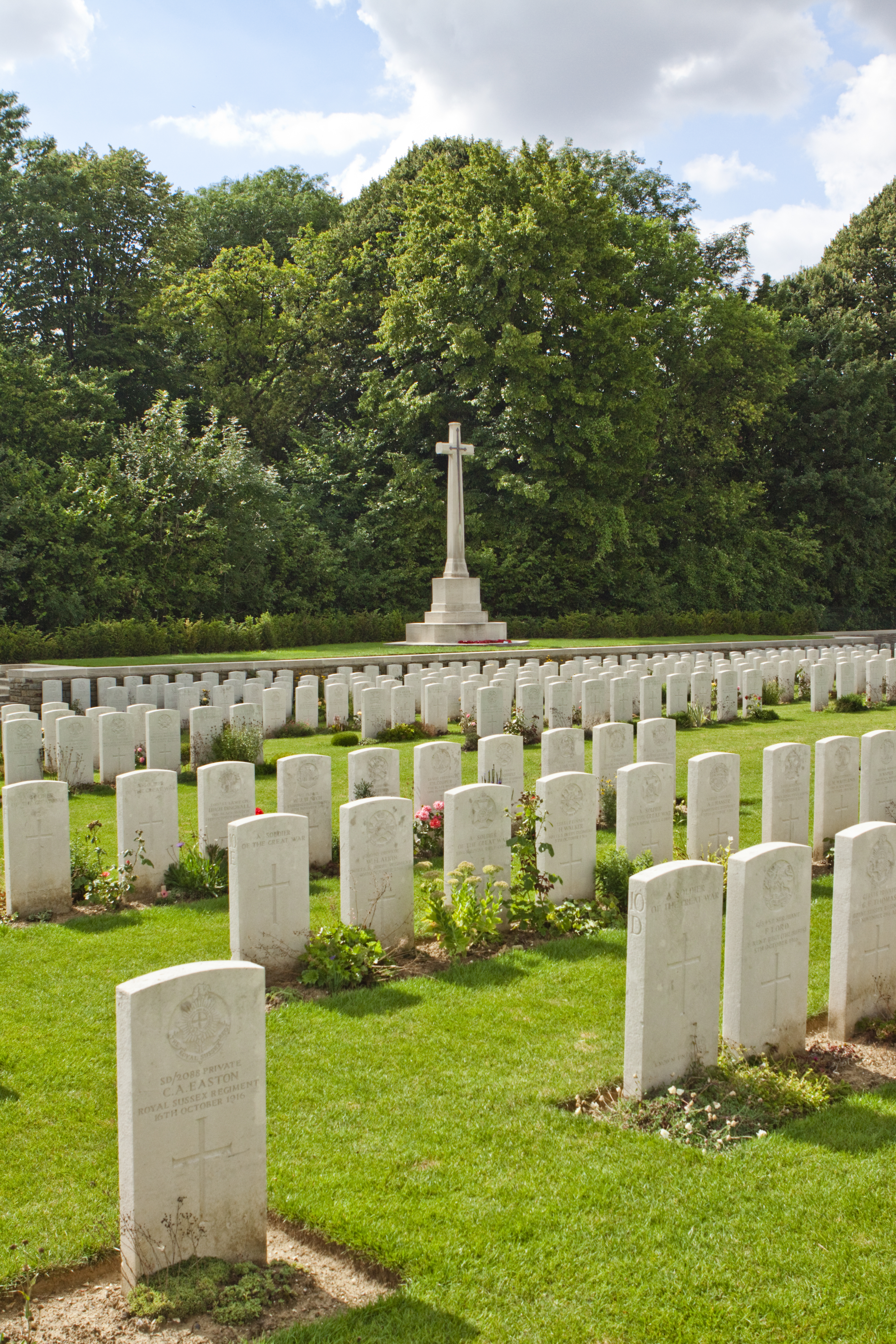
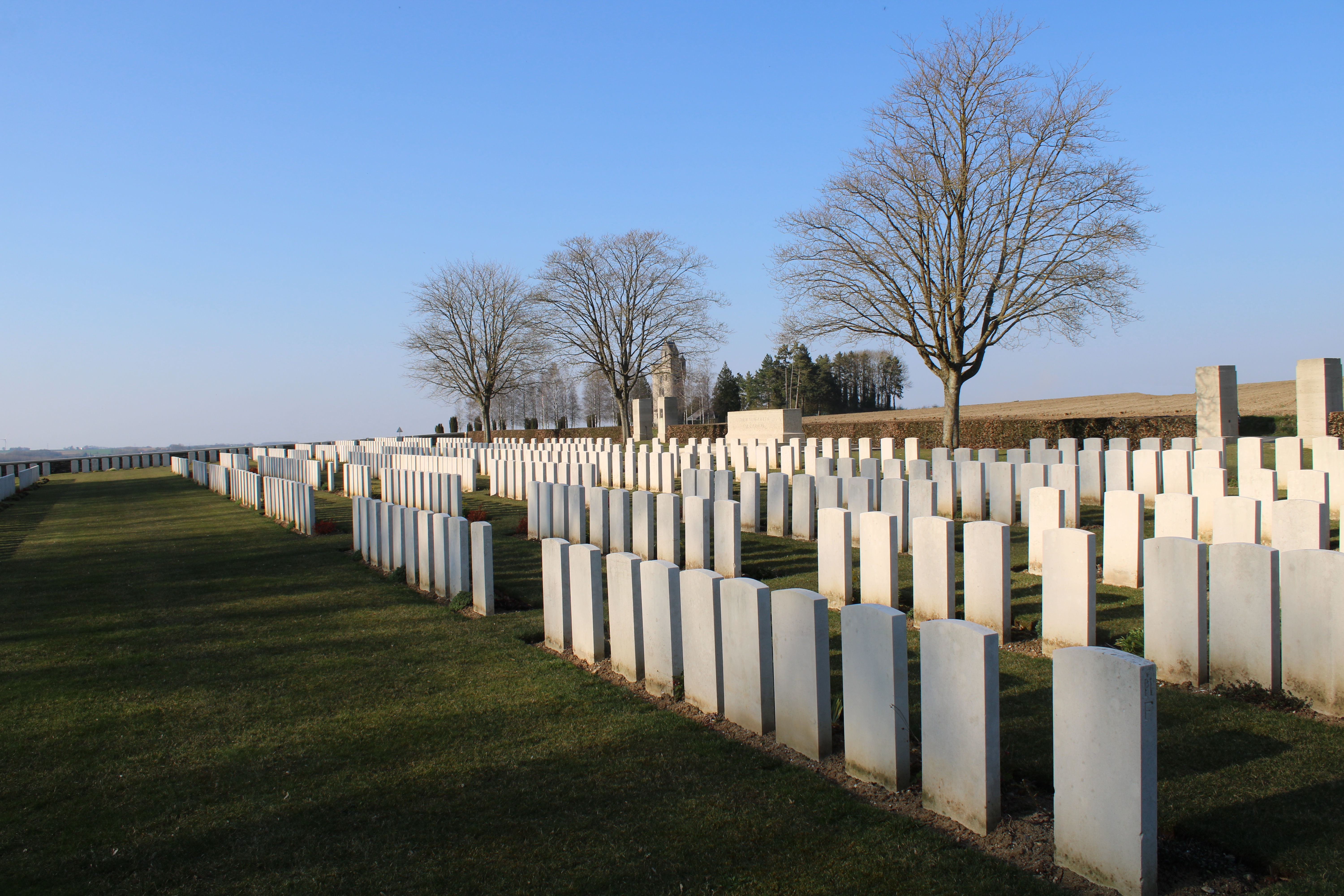

## Sépultures
| Pays        | Sépultures |
| ----------- | ---------- |
| Royaume-Uni | 1288       |